# John Haslem

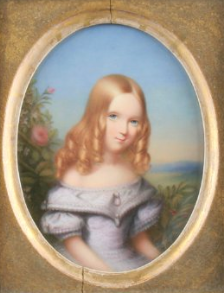
Lady Cecilia Lennox (ritratto su porcellana

John Haslem (Carrington, 1808 – 1884) è stato un pittore britannico di smalti e porcellane; dipinse molti ritratti in miniatura della regina Vittoria, della famiglia reale e di altri membri della nobiltà.

## Biografia
Haslem nacque nel 1808 a Carrington in Cheshire (ora parte del “Greater Manchester”) e lasciò la sua casa da giovane per andare a vivere a Derby con lo zio James Thomason, che gestirva la fabbrica di porcellana Royal Crown Derby. Studiò con il locale ceramista George Hancock e dapprima si dedicò alla pittura floreale, ma successivamente passò alla ritrattistica, in cui ebbe grande successo.
Haslem dipinse la testa di Lord Byron per il duca di Sussex come regalo per il Re di Grecia, e su iniziativa del Duca andò a Londra e studiò sotto Edmund Thomas Parris: qui copiò molte immagini in miniatura su smalto, e fu un espositore frequente alla Royal Academy tra il 1836 ed il 1865. Nel 1842 vinse una medaglia dalla Society of Arts per un ritratto dipinto su porcellana. L'aver dipinto un piccolo ritratto su smalto della regina Vittoria gli portò molte altre commissioni dalla Famiglia Reale e della nobiltà, in particolare copie di ritratti degli antenati. Tra i documenti inerenti alla sua carriera una lettera manoscritta è oggi ersposta nel Derby Museum and Art Gallery.
Haslem fu anche richiesto da parte di gioiellieri e mercanti d'arte, e in un'occasione venne utilizzato per dipingere una serie di smalti a imitazione di quelli di Jean Petitot, che ebbero così tanto successo che apparvero nelle mostre di miniatura del Victoria and Albert Museum nel 1862 e il 1865 come opere di Petitot se stesso.
Nel 1857 tornò a Derby a vivere con suo zio e vi rimase fino alla sua morte nel 1884. Nel 1876 aveva pubblicato  The Old Derby China Factory, edito da George Bell.